# Козенца (футбольный клуб)
«Козенца» — итальянский футбольный клуб из одноимённого города, выступающий в Серии B, втором по силе дивизионе чемпионата Италии. Основан в 1914 году.
Домашние матчи проводит на арене «Стадио Сан Вито», вмещающем 20 987 зрителей. «Козенца» никогда в своей истории не поднимался в Серию A, лучшим достижением клуба в Серии B стало 5-е место в сезоне 1991/92. Обладатель Кубка Италии серии Lega PRO 2014/15, в финале был обыгран «Комо» 1:0.

## Форма

### Домашняя
| 2019/20 | 2020/21 | 2022/23 | 2023/24 | 2024/25 |

### Гостевая
| 2019/20 | 2020/21 | 2022/23 | 2024/25 |

### Резервная
| 2019/20 | 2020/21 | 2022/23 | 2023/24 | 2024/25 |

Источники:,